# Le Prince Bajaja
Pour les articles homonymes, voir Prince Bayaya et Bajaja.
Pour plus de détails, voir Fiche technique et Distribution.
Le Prince Bajaja (Princ Bajaja) est un film fantastique tchécoslovaque écrit et réalisé par Antonín Kachlík et sorti en 1971. Le scénario du film est basé sur le conte de fées Prince Bajaja de Božena Němcová.

## Fiche technique
- Titre original : Princ Bajaja
- Titre français : Le Prince Bajaja
- Réalisation : Antonín Kachlík
- Scénario :  Eva Košlerová, Božena Němcová, František Pavlíček
- Photographie : Jirí Macák
- Montage : Jaromír Janáček
- Musique : Vladimír Sommer
- Pays d'origine : Tchécoslovaquie
- Langue originale : tchèque
- Format : couleur
- Genre : fantastique
- Durée : 81 minutes
- Dates de sortie :  
  - Tchécoslovaquie : 17 décembre 1971

## Distribution
- Ivan Palúch : Bajaja
- Magda Vášáryová : Slavena
- František Velecký : Cerny princ (comme Ferro Velecký)
- Gustav Opocenský : Král
- Karel Augusta : Kytarista
- Jirí Ptácník : Princátko
- Vladimír Hlavatý : Zahradník
- Josef Kubícek : Halama
- Karel Hábl : Halama
- Miroslav Vlcek : Hostinský
- Vlasta Jelínková : Babicka
- Ivan Anthon :
- Petr Cepek : Cerný princ (voix)
- Ivan Chrz :
- Karel Dellapina : Rádce
- Karel Engel :
- Karel Fiala : Rádce
- Plechacek Frantisek :
- Josef Hlinomaz : Halama (voix)
- Jaroslav Holecek :
- Ilona Jirotková :
- Saudková Johana :
- Milan Jonás : Vozka
- Anderle Karel :
- Jan Krafka :
- Jiří Krampol : Halama
- Prusa Miloslav :
- Miroslav Mokosín :
- Jarmila Orlová :
- Lebeda Petr :
- Jaroslav Satoranský : Princátko (voix)
- Josef Sebek :
- Petr Skarke : Rádce
- Josef Solc :
- Josef Stehlík : Pastevec
- Petr Stepánek : Bajaja / Bajaja's horse (voix)
- Formánek Vaclav :
- Jaroslav Vidlar :
- Hana Vítková :
- Houska Zdenek :
- Vladimír Zoubek :